# Carney (Michigan)
Carney ist eine Gemeinde (mit dem Status „Village“) im Menominee County im US-amerikanischen Bundesstaat Michigan. Das U.S. Census Bureau hat bei der Volkszählung 2020 eine Einwohnerzahl von 179 ermittelt.

## Geografie
Carney liegt auf der Oberen Halbinsel Michigans, 19 km westlich des die Grenze zu Wisconsin bildenden Menominee River. Der Fluss mündet in die 40 km östlich des Ortes gelegene Green Bay des Michigansees.
Die geografischen Koordinaten von Carney sind 45°35′12″ nördlicher Breite und 87°33′26″ westlicher Länge. Das Gemeindegebiet erstreckt sich über eine Fläche von 2,59 km².
Nachbarorte von Carney sind Powers (12,4 km nordnordöstlich), Daggett (15,7 km südsüdwestlich) und Hermansville (20,4 km nordnordwestlich).
Die nächstgelegenen größeren Städte sind Iron Mountain (60,4 km westnordwestlich), Marquette (154 km nördlich), Sault Ste. Marie und die gleichnamige Nachbarstadt in der kanadischen Provinz Ontario (326 km ostnordöstlich), Green Bay in Wisconsin (144 km südsüdwestlich) sowie Wausau in Wisconsin (242 km westsüdwestlich).

## Verkehr
Der U.S. Highway 41 führt in Nord-Süd-Richtung durch das Gemeindegebiet von Carney. Alle weiteren Straßen sind untergeordnete Landstraßen, teils unbefestigte Fahrwege sowie innerörtliche Verbindungsstraßen.
Für den Frachtverkehr ist Carney an das Streckennetz der Canadian National Railway angebunden.

Mit dem Menominee-Marinette Twin County Airport befindet sich 54,3 km südlich ein kleiner Flugplatz. Die nächsten Verkehrsflughäfen sind der Austin Straubel International Airport in Green Bay (149 km südsüdwestlich) und der Sawyer International Airport bei Marquette in Michigan (137 km nördlich).

## Bevölkerung
Nach der Volkszählung im Jahr 2010 lebten in Carney 192 Menschen in 83 Haushalten. Die Bevölkerungsdichte betrug 74,1 Einwohner pro Quadratkilometer. In den 83 Haushalten lebten statistisch je 2,24 Personen.
Ethnisch betrachtet bestand die Bevölkerung mit fünf Ausnahmen nur aus Weißen. Unabhängig von der ethnischen Zugehörigkeit waren 0,1 Prozent (eine Person) der Bevölkerung spanischer oder lateinamerikanischer Abstammung.
26,1 Prozent der Bevölkerung waren unter 18 Jahre alt, 55,1 Prozent waren zwischen 18 und 64 und 18,8 Prozent waren 65 Jahre oder älter. 47,4 Prozent der Bevölkerung waren weiblich.
Das mittlere jährliche Einkommen eines Haushalts lag bei 39.219 USD. Das Pro-Kopf-Einkommen betrug 17.126 USD. 9,5 Prozent der Einwohner lebten unterhalb der Armutsgrenze.